# Prieuré Saint-Gabriel de Saint-Gabriel-Brécy
Pour les articles homonymes, voir Prieuré Saint-Gabriel.
Le prieuré Saint-Gabriel est un ancien monastère bénédictin, fondé en 1058, qui se dresse sur le territoire de l'ancienne commune française de Saint-Gabriel-Brécy, dans le département du Calvados, en région Normandie.
Les restes du prieuré sont classés au titre des monuments historiques.

## Localisation
Le prieuré, ancien établissement monastique bénédictin, est situé à 300 m au nord de l'église Saint-Thomas-de-Cantorbery de Saint-Gabriel-Brécy, commune déléguée de la commune nouvelle de Creully sur Seulles, dans le département du Calvados. La Seulles, fleuve côtier qui a son embouchure à Courseulles-sur-Mer, longe le prieuré situé en cuvette.

## Historique
(mai 2012).
Son implantation est lié au contexte historique et à la volonté de Guillaume le Bâtard de pacifier durablement l'ouest de la Normandie à la suite de la bataille de Val-ès-Dunes (1047), ce à quoi contribue la construction du prieuré aux portes de Creully, au même titre que les deux abbayes caennaises. La date de sa fondation ne nous est pas connue ; la pancarte de fondation sous le titre « Don de Saint-Gabriel qu'a donné Richard de Creully », n'est pas datée. Il est toutefois précisé que : « Moi, Richard, fils de Turstin, et Turstin, mon fils, de concert avec mon frère Turstin et ma mère Turvise, du temps de Guillaume, duc des Normands, fils du comte Robert de pieuse mémoire, nous avons donné notre part, c'est-à-dire le huitième de l'église de Saint-Gabriel au monastère de la sainte et indivisible Trinité, pour mon âme et celle de mon père, et pour mon seigneur Robert, et pour mes parents, pour l'amour de mon frère Vital, moine de la Sainte-Trinité ». Le professeur Lucien Musset retient la date de 1058, ce qui est vraisemblable.
Quarante personnes signent la charte donnant naissance au prieuré Saint-Gabriel. Parmi eux Jean de Ravenne, abbé de Fécamp, le duc Guillaume II de Normandie, le futur « Conquérant », et son épouse Mathilde. Les dons pour cette fondation s'élevant à trois cent douze livres et deux sous, ainsi que deux chevaux et vingt-quatre moutons. Le prieuré est doté de terres et de prés dans plus de vingt-quatre paroisses de Ouistreham à Port-en-Bessin, plusieurs moulins dont deux à Saint-Gabriel même, deux pêcheries dont une à Saint-Gabriel.
Jean de Ravenne, l'abbé bénédictin de Fécamp envoie trois moines à Saint-Gabriel, à la demande de Richard (Ricardus de Croilei), connu sous le nom de Richard Goz, baron de la Haye-du-Puits, vicomte d'Avranches en 1055, pour y fonder un prieuré,. Ces trois moines sont Albold, Osbert et Turquetil qui prennent donc le titre de prieur.
Richard Goz, apparenté par son mariage aux familles Grandmesnil et Giroie, était le fils de Turstin Goz, vicomte d'Exmes, et père d'un autre Turstin associé dans le texte de la fondation du prieuré. Il avait été désigné par Guillaume, vicomte de Creully, en lieu et place de Robert FitzHamon, fils mineur du baron de Creully, Hamon le Dentu, seigneur rebelle, tué au Val-ès-Dunes. Richard et Turstin, en présence de Guillaume le Conquérant, confirment en 1080 la fondation du prieuré. Robert FitzHamon récupérera son château et son fief et deviendra le 2e baron de Creully.
Le prieuré suit la règle de saint Benoît ora et labora (prière et travail). Le prieur veille à la distribution d'une livre de pain à la porterie pour les pauvres, chaque jeudi de la Saint-Luc (18 octobre) à la Saint-Clair (18 juillet). Il préside la tenue de la foire le jour de la Saint-Gabriel (16 octobre). Ce jour-là commencent les séances au cours desquelles il rend la justice tant pour les causes criminelles (il a le droit de vie et de mort) que pour les autres causes. Le prieuré dispose également d'un champ du gibet, etc. Au XIIIe siècle le prieuré est alors à son apogée, bien qu'il n'atteigne probablement pas une quinzaine de moines.
La guerre de Cent Ans provoque la destruction de bâtiments qui seront ensuite réparés. Puis le roi d'Angleterre, Henri V, maintient le prieuré dans ses droits temporels. Cependant à la fin du Moyen Âge les moines abandonnent la vie commune, vivant dans des logis séparés tout en maintenant la vie liturgique et de prière.
Les guerres de Religion et le régime de la commende donnent naissance à une nouvelle organisation du prieuré à partir de 1674 : les moines retournent à Fécamp tandis que les terres sont confiées à la gestion d'un fermier général. La messe, elle, est célébrée le dimanche par des moines venus de l'abbaye de Saint-Vigor de Bayeux.
À la Révolution, le prieuré, vendu comme bien national, est transformé en ferme. La commune achète la tour. L'État devient propriétaire de l'église en 1844 après l'avoir classé monument historique dans sa première liste en 1840.
En mars 1914, monsieur et madame Emmanuel Fauchier Delavigne achètent le prieuré. Après de très gros travaux, ils y ouvrent, en 1929, le premier Centre d'apprentissage horticole privé. Le prieuré fut libéré au soir du 6 juin 1944 par les soldats du régiment Tyne and Tee et il abrita des réfugiés caennais durant la bataille de Caen. Le lycée agricole a fermé ses portes en 2018. Depuis le Prieuré se prépare à rouvrir pour accueillir un Tiers-lieu.
En 2003 une Association culturelle du prieuré Saint-Gabriel est créée pour animer le site. Le 1er janvier 2008, l'État rétrocède la propriété de la chapelle au département du Calvados.

## Armoiries

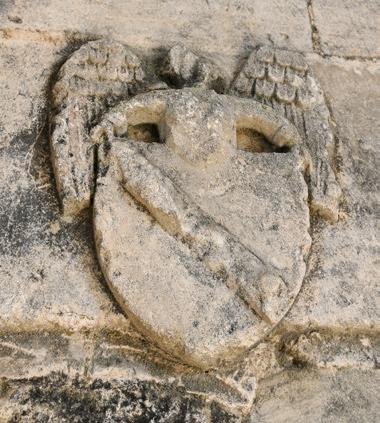
Armoiries de Saint-Gabriel.

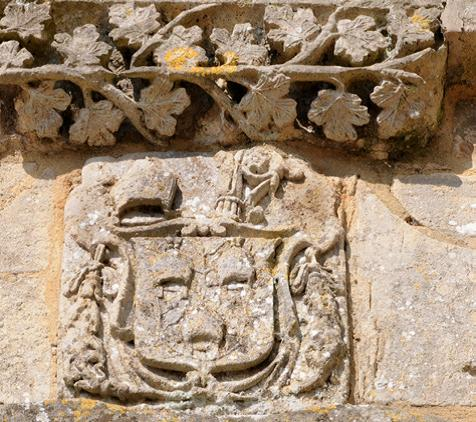
Armoiries de Fécamp.

Les armoiries de Saint-Gabriel et de Fécamp sont sculptées sur les pierres du prieuré Saint-Gabriel.

## Description

### L'église prieurale
Vers 1140 est construite l'église prieurale, dans le même temps que l'église du village. Les deux églises seront consacrées en juin 1228 par un évêque dénommé Pierre, on ignore de quel diocèse il était originaire. L'autel majeur est dédié à la Sainte Trinité et à saint Michel, tandis que l'église du village l'est à saint Thomas Becket. L’église est un élégant témoignage de l’art roman normand construit comme l'ensemble du prieuré en calcaire d'Orival. Il ne reste aujourd’hui que le chevet depuis la destruction de la nef et du transept en 1750. Ce dernier mesurait 35 m de large avec ses chapelles dédiées à sainte Catherine et à saint Benoît, surmonté de sa tour de croisée. Les chapiteaux du transept nord arborent un décor historié : masque crachant des végétaux, et sirène. Son plan a été marqué au sol à l'occasion de travaux. La nef mesurait une quarantaine de mètres et était  fermée en façade par au moins une tour.
Le chœur, d'une hauteur de 14 m se compose de deux travées, une nef centrale prolongée par une abside semi-circulaire. Son élévation est de trois niveaux : au rez-de-chaussée de grandes arcades à double rouleau, des fausses tribunes au premier étage qui donnent par d'étroites baies sur les combles des collatéraux, et au second une claire-voie avec coursière, qui éclaire la nef du chœur. Ce dernier est couvert par une voûte quadripartite sur croisée d'ogives, transformée en voûte sexpartite par l'ajout d'un arc diaphragme transversal. Cet arc s'appuie sur les colonnes engagées pour renforcer les croisées en déterminant six voûtains.
Les collatéraux voûtés d'arêtes sont prolongés par des absidioles que soulignent des dents de scie. L'abside, coiffée d'une calotte en cul-de-four et qui possédait à l'origine deux niveaux de cinq arcatures avec au second une coursière a été modifiée au XIVe siècle avec l'ajout d'une fenêtre en lancette au centre. 
Les fenêtres du bas-côté nord sont décorées de têtes d'oiseaux à becs courbés appelées têtes plates qui mordent le tore sur lequel elles reposent . Le gisant anonyme d’un ancien prieur du XIVe siècle témoigne de la période bénédictine. L’abside est éclairée par un fenestrage gothique (ajout du XIVe siècle) tandis que la voûte est ornée d’une Annonciation, vers 1500.

### Tour-porterie
La tour-porterie est un élégant bâtiment du XIIIe siècle, haut de 13 m, encadré de contreforts plats. Le passage avec ses arches surbaissées est voûté  sur croisée d'ogives retombant aux quatre angles sur de fines colonnes à chapiteaux sculptés  de crochets, rinceaux et feuilles d'eau. A l'étage se trouve une petite pièce qui pouvait être une chambre de veille. Une hôtellerie, aujourd’hui disparue, lui était accolée. La corniche sous le toit est sculptée de petits arcs en tiers-point. L'ensemble présente un aspect défensif contemporain du mur d'enceinte qui ceinturait le domaine monastique.

### Tour de justice
Donjon carré à l'angle intérieur des bâtiments conventuels, dont les éléments datables remontent aux XIVe et XVe siècles, avec une haute échauguette sur culot qui servait de siège à la justice priorale et de prison. De souche carrée, les murs sont encadrés de contreforts plats. Elle comprend trois niveaux. Un rez-de-chaussée aveugle à l'origine voûté d'ogives avec des murs de 1,20 m, qui servait de prison. L'accès se faisait par une porte haute au niveau de la salle du premier étage, voûtée d'ogives également et elle aussi percée d'étroites archères et dotée de latrines en encorbellement. L'escalier à vis menait au second étage. Ce niveau était pourvu d'une cheminée et de baies avec niches à coussièges. L'ensemble était coiffé, sous des combles charpentés, d'un toit en bâtière, de nos jours ruiné. On a retrouvé dans cette tour de nombreux graffitis,.

### Corps de Logis
Le manoir prieural, se compose d'une ancienne salle basse, orientée nord-sud, nommée le « cellier », mais probablement cuisine et réfectoire, comme le laisse supposer la présence d'un lavabo dans le mur nord. Elle arbore quatre travées voûtées d'ogives qui retombent à pénétration sur les colonnes, que délimitent trois piles circulaires. Deux travées appelées « passage du cloître », car il communiquait avec lui au nord de l'église, prolongent cette salle  à l'extérieur . Les contreforts, placés dans l'alignement des piles intérieures, s’élèvent jusqu'à l'unique étage qui abrite la salle capitulaire dite « salle de justice ». Construite vers la fin du XVIe siècle, cette salle de style Renaissance comporte des fenêtres à meneaux et une grande cheminée où l’on distingue des graffitis de bateaux. À l'angle du logis, un porche voûté permet d'accéder à la tour du prieur du XVe siècle. Cette tour étroite de plan carré est flanquée d'une tourelle d'angle à toit conique, et son  troisième niveau est souligné par des faux mâchicoulis. Sous des combles charpentés, la chambre du prieur de 10 m2 est dotée d'une cheminée.
À l'ouest de cet ensemble, se dresse un autre porche qui dessert un solide bâtiment médiéval, doté d'une fenêtre à meneaux du XVIe siècle, pourvu d'imposants contreforts d'angle, et décoré en pignon d'une statue logée dans une niche.

### Colombier
Le colombier a aujourd’hui disparu. Son emplacement était proche du pédiluve.

## Protection
L'église ; la tour sur plan carré ; la porterie ; le cellier formé par un bâtiment à deux nefs de cinq travées et les petits corps de logis en retour d'équerre sont classés au titre des monuments historiques par liste de 1840, délimité par arrêté du 13 mai 1922.

## Liste des prieurs
- 1058 ?-1069 : Turquetil
- En 1106 : Nicolas
- 1188-1219 : Roger
- 1188-1219 : Julien, présent sous l’abbé de Fécamp, Raoul
- En 1231 : Geoffroy de Caen
- En 1255 : Gervais de Norrey
- 1286-1288 : Richard de Plumetot
- En 1317 : Guillaume Champion
- 1331-1346 : Geoffroy de La Paluer
- En 1362 : Henri Goribout, sous–prieur
- En 1370 : Pierre de Joinville
- En 1374 : Guillaume de Blangy
- En 1392 : Raoul Flament
- 1423-1424 : Thomas Langlois, prieur et Robert de Franqueville, sous-prieur
- 1425-1430 : Philippe de Plumetot
- En 1430 : Robert de Franqueville, sous-prieur
- 1438-1459 : Guillaume Étienne
- En 1462 : Radulphe Coreul
- 1468-1480 : Robert Desmarets
- 1483-1489 : Pierre Duchâtelet

## Personnalités
- Guillaume le Conquérant et Mathilde, duc et duchesse de Normandie signent non seulement la charte de fondation en 1058 mais également la charte complémentaire de 1069 et avec leur fils Robert la charte de confirmation de 1080.
- Jean de Ravenne, abbé de Fécamp, fondateur du prieuré.
- Richard, seigneur de Creully. Son frère Vital, bénédictin à Fécamp deviendra abbé de Bernay puis de Westminster.
- Raoul de Grosparmi, légat apostolique et garde des sceaux de Saint Louis y signe une charte.
- Louis XI fait un don de seize écus, en chemin vers Douvres-la-Délivrande depuis le Mont-Saint-Michel où il s’était rendu en pèlerinage.
- Louis de Lorraine, cardinal de Guise, fut prieur commendataire dans les années 1575.
- Jean-Baptiste Vaquette de Gribeauval, inventeur du canon léger, séjourne au prieuré, en même temps que les régiments d'Aquitaine et de Saintonge dans le cadre du camp de Vaussieux (1778).

## Ancien lycée agricole
Le Centre horticole a été fondé en 1929 avec l'appui du conseil général pour la scolarité des élèves, devenu école du paysage, de l'horticulture et des services. Il dut fermer ses portes, en 2021, après une période de trois ans d'appui par l'institut Lemonnier.

## L’Association culturelle du prieuré Saint-Gabriel
Créée le 28 mars 2003, l’Association culturelle du Prieuré Saint-Gabriel a pour objectif d'« organiser toute activité favorisant la valorisation et l'animation du prieuré Saint-Gabriel afin d'assurer son rayonnement, notamment dans les domaines culturels et artistiques ».
Depuis le 1er janvier 2008 le conseil général du Calvados, devenu propriétaire de la chapelle par transfert de l’État, a confié l’ouverture et l’animation de la chapelle à cette association.
Le prieuré est membre de l’Association Abbayes normandes – Route historique.
L’Association organise en particulier chaque année au cours de l’été une exposition dont le thème se rapporte au site. 
- 2003 : « Natures silencieuses » une exposition du photographe normand, Olivier Mériel.
- 2004 : « La vie au quotidien sous l’Occupation dans nos villages du Bessin ».
- 2005 : Doisneau des champs, reportage photographique par Robert Doisneau sur l’École d’horticulture en 1947.
- 2006 : « La vie des moines au prieuré de Saint-Gabriel durant le Moyen Âge ».
- 2007 : « Au temps des fermiers généraux ».
- 2008 : « Si le Prieuré m’était conté, 1058–2008 » à l’occasion des 950 ans de la fondation du Prieuré, exposition complétée par la représentation d’un conte historique, et un colloque.
- 2009 : « Regards sur les pommes », ainsi qu’une causerie sur « Les mots de la pomme »et à l’automne une exposition «  La pomme au logis », avec de vraies pommes.
- 2010 : « Mathilde, duchesse et reine », avec deux stage de broderie et une conférence sur « Mathilde, une femme d’exception ».
- 2011 : « Terre de moines, pierres d’abbaye », photos de David Bordes, dans le cadre de Happy Birthday Normandie.
- 2012 : « Thomas Becket, un homme d’honneur ».
- 2013 : « La voute et la vasque » a recueilli le label Normandie impressionniste.
- 2014 : « La pierre de Creully ».
- 2015 : « Secrets de murs » consacrées aux graffiti.
- 2016 : « L'art roman dans le Bessin » avec une présentation en 3D. L'exposition a obtenu le label Normandie médiévale.
- 2023 : « L'école au Moyen-Age » de la Tour Jean Sans Peur à Paris.
- 2024 : « Trois mois avec les Anglais » sur le récit de Marcelle Fauchier Delavigne racontant sa cohabitation avec les soldats au prieuré et son vécu du Débarquement, réédité pour l'anniversaire des 80 ans du Débarquement en Normandie de 1944.

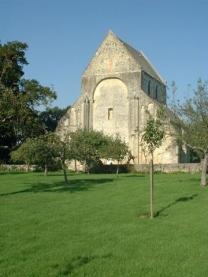
Chapelle du prieuré.
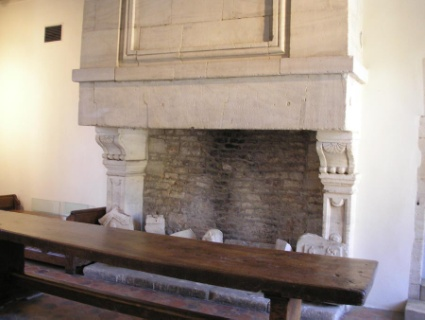
Cheminée de la salle de Justice.
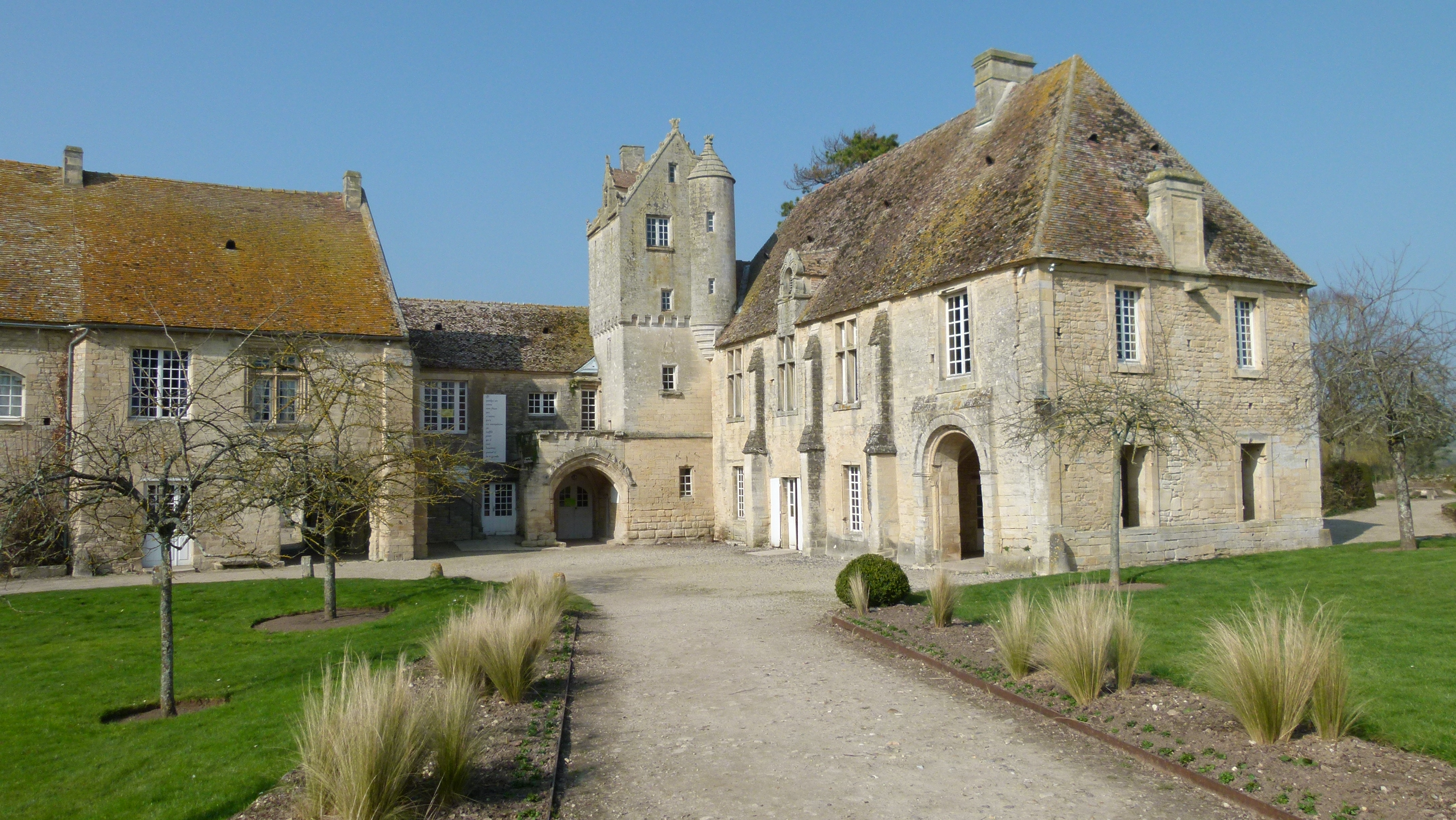
Siège de l’École du paysage et de l’horticulture.
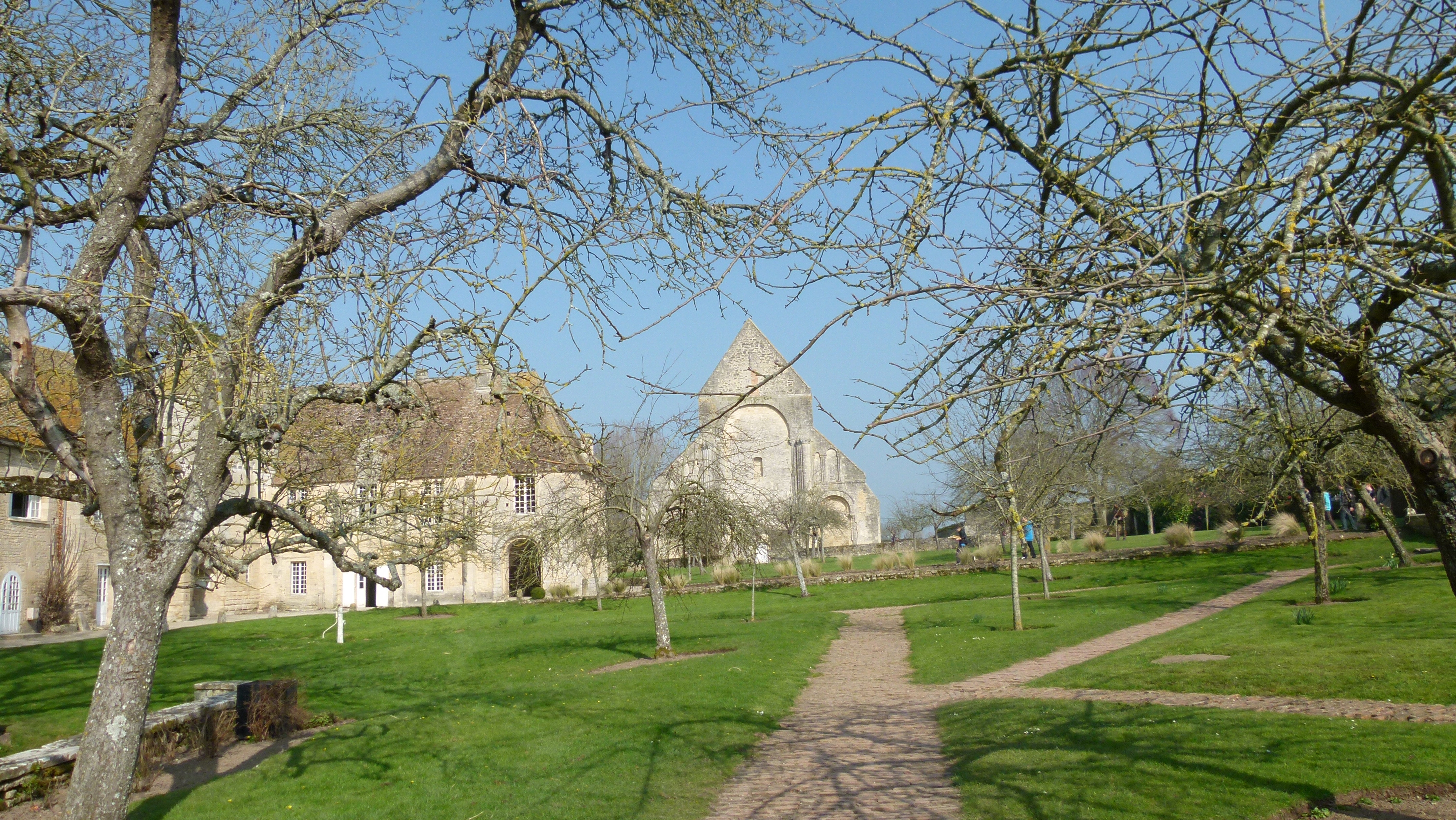
Prieuré Saint-Gabriel vu depuis le pédiluve.
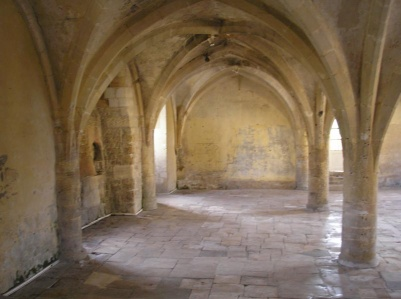
Voutes du réfectoire.
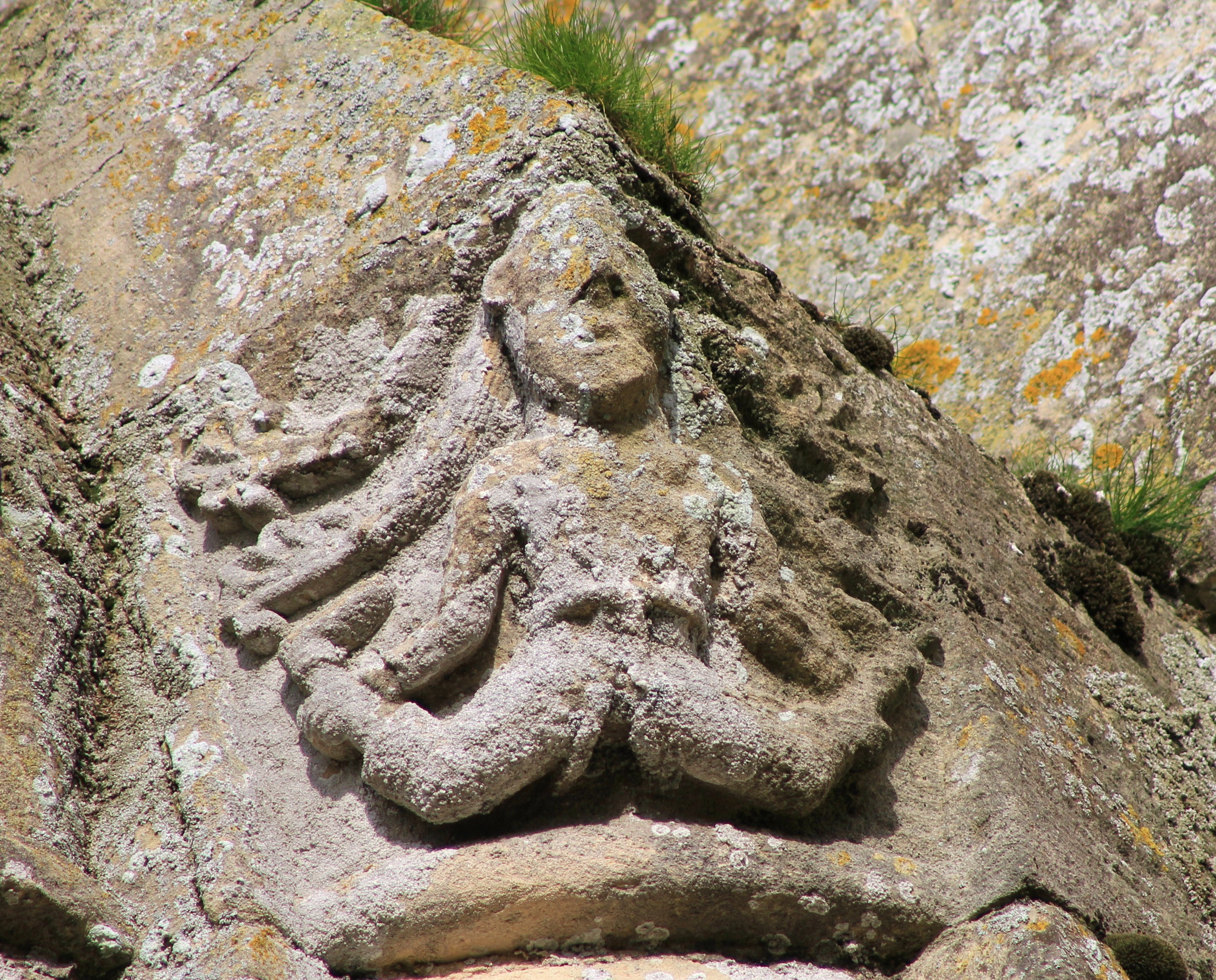
Sheela Na Gig.
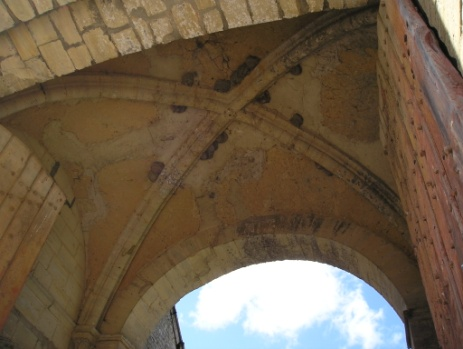
Voutes à l’entrée.
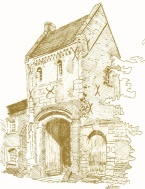
Dessin de la Porterie d'après Georges Bouet.
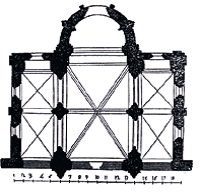
Plan de la chapelle d'après Georges Bouet.